# Махаджи Шинде

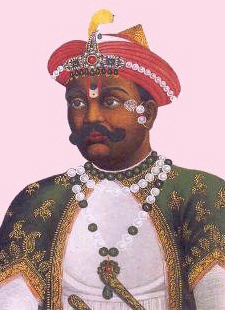

Махаджи Шинде (1730 — 12 февраля 1794) — махараджа индийского княжества Гвалиор, влиятельный военный и политический деятель Индии 2-й половины XVIII века.

## Биография
Махаджи происходил из маратхского рода Шинде. Был внебрачным сыном Раноджи Шинде, раджи Удджайна, и раджпутки Чима Бай. Махаджи получил хорошее образование (разбирался в искусстве, владел персидским языком и санскритом), особенно в военных вопросах. В 1740 году 10-летний Махаджи сопровождал Даттаджирао Шинде в победоносной кампании против Назира Джанга, низама Хайдарабада. В 1742 году Махаджи Шинде впервые непосредственно участвовал в военных действиях: против всё того же Назира Джанга. Махаджи одержал победу в ходе решительной битвы при Белуре.
С 1745 года Махаджи Шинде возглавлял отдельную армию, во главе которой активно воевал в войсках пешв Баджи-рао I и Баладжи Баджи-рао. Способствовал покорению маратхами Гуджарата, Малва, Раджастана и земель на Севере Индии. Победоносно сражался при Чандравате, Гандже и Фатихабаде в 1746 году, Марваре и Бади-Садри в 1747 году, Химат-Нагаре в 1748 году. В 1753—1754 годах способствовал свержению могольского падишаха Ахмад-шаха Бахадура. В 1755 году захватил город Матхур, а в 1758 году — Гвалиор, который сделал своей политической и военной базой.
В 1760—1761 годах Махаджи активно боролся против вторжения афганцев. Храбро сражался при Панипате, где получил ранение в ногу, после чего остался хромым на всю жизнь. В этой битве погибли его старшие братья и племянник. С этого момента Махаджи стал главой рода Шинде.
В 1760-х годах провёл военную реформу: была создана профессиональная армия. В 1783 — 1795 гг. ею командовал савойский авантюрист — граф Бенуа де Буань.
В 1770 году Махаджи Шинде решил восстановить власть маратхов на севере Индостана. Сначала он в феврале 1770 года победил в битве при реке Нармаде армию джатского государства Бхаратпур, где правил махараджа Ратан Сингх. 6 апреля 1770 г. Махаджи нанёс Ратан Сингху окончательное поражение. В 1771 году он захватил Дели, а в 1772 году восстановил на троне падишаха Шах Алама II, который оказался в полной зависимости от Махаджи. Вслед за этим он захватил восточный Пенджаб и область Сатледж. Многие сикхские сардары покорились ему.
В 1777 году оказал помощь Нане Фарнавису (главе администрации пешвы Мадхали Рао II) против вторжения войск Колхапура.
Тогда же возглавил войска в Первой англо-маратхской войне. Вместе с махараджей Тукоджи Рао Холкаром окружил британцев при Вадгаоне, где заставил заключить мир с маратхами. Согласно ему Британская Ост-Индская компания уступала все владения, которая приобрела с 1773 года. Однако, руководство компании не утвердило это соглашение. В дальнейших боевых действий Махаджи Шинде разбил войска сторонника британцев Рагханатха Рао, но затем, в течение 1780—1781 годов, потерял Гвалиор и потерпел неудачу в битве при Сипре (1781 год).
В результате этих событий был заключен Салбайский договор, согласно одному из пунктов которого Махаджи Шинде получил независимость от пешвы и титул махараджи.
После подписания мира с британцами Шинде решил восстановить власть маратхов в Раджастане и Малве. В 1782 году он покорил княжества Бхопал, Датия, Чандери, в следующем году взял Гвалиор. В 1784 году подтвердил своё влияние на могольского падишаха, получив должности Вакиль-аль-Мутлака (регента) и Амир-уль-Умара (главнокомандующего). В 1785 году Махаджи Шинде взял Агру и господствующий над этим городом Красный форт. В 1787 году потерпел поражение в битве при Лалсоте.
В 1788 году вторично восстановил падишаха Шах Алама II на троне, разбив афганцев во главе с Гулям-Кадыром. В 1790 году победил и покорил своей власти раджпутов Марвари и Джайпура. В 1791 году разбил войско Асаф Джаха III, низама Хайдарабада, восстановив власть маратхов в Декане.
В 1792 году заключил военный союз с Типу Султаном, правителем Майсура.
В 1793 году в борьбе за влияние среди маратхов в битве при Лакхаире, одолев Тукоджи Рао Холкара, стал заместителем пешвы. Вёл переговоры с Наной Фарнависом относительно платежей на содержание армии, которая восстановила власть маратхов в северной Индии. В зените своей славы, вскоре после битвы под Лахери, он умер в своём лагере 12 февраля 1794 года, завещав власть внуку своего брата Тукоджи Рао Шинды — 15-летнему Даулату Рао Шинде.